# Étienne de La Boétie
Étienne de La Boétie (modern-Franse uitspraak: etjɛn də la bwa’ti, bɔe’ti) (Sarlat, 1 november 1530 – Germignan, gemeente Le Taillan-Médoc, 18 augustus 1563) was een Franse rechter, schrijver, politiek filosoof en een vriend van de filosoof Montaigne. Hij was de auteur van het Vertoog over de vrijwillige slavernij (Discours de la servitude volontaire).

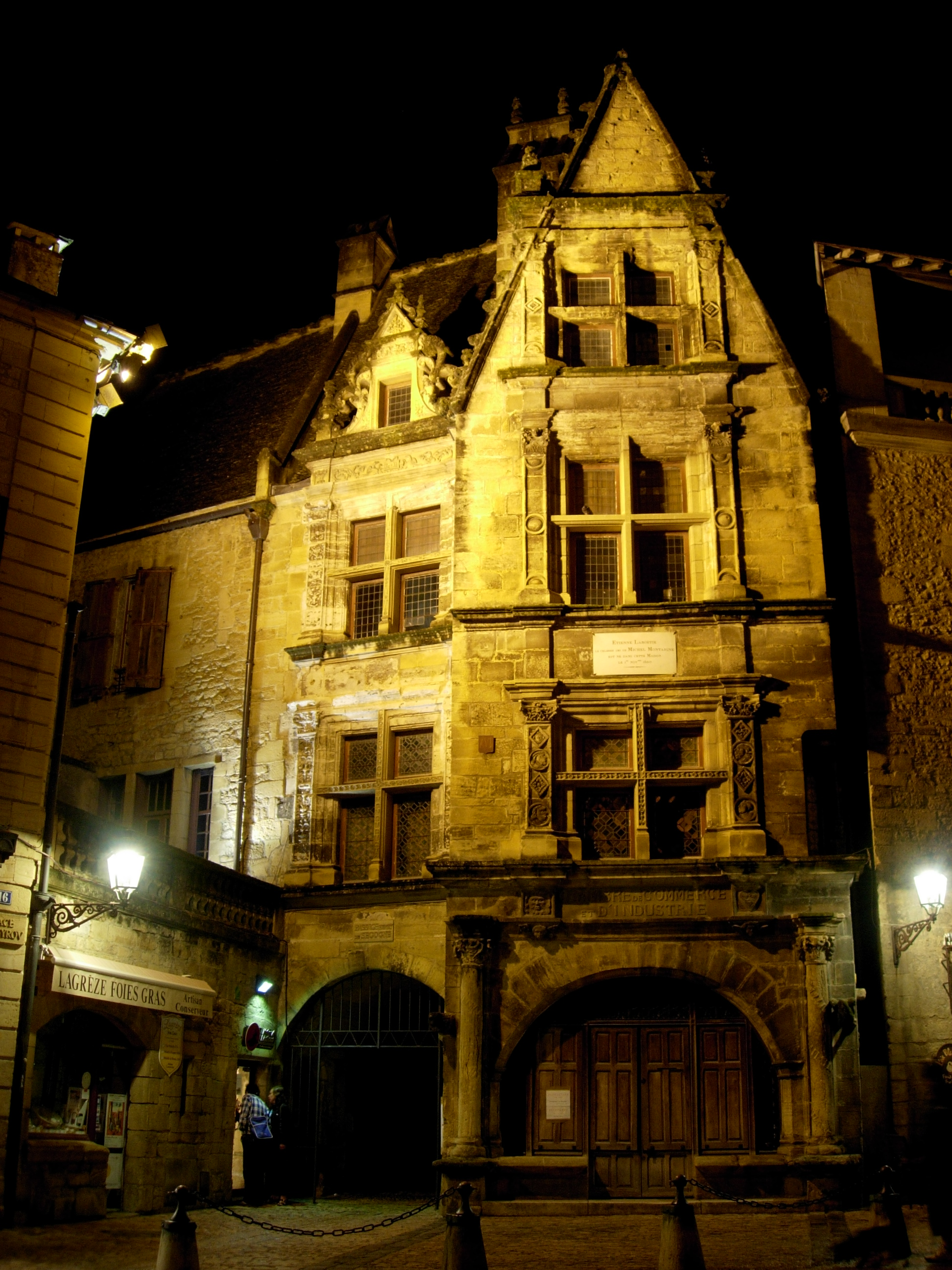
Maison de La Boétie, het geboortehuis van Étienne de La Boétie in Sarlat-la-Canéda

## Jeugdjaren
De vader van Étienne de La Boétie was de persoonlijke adjudant van de baljuw van de Périgord. Hij kwam uit een familie van gezagsdragers. Zijn omgeving bestond voornamelijk uit welgestelde en ontwikkelde mensen.
Er is maar weinig bekend over het grootste gedeelte van het leven van La Boétie, over zijn jeugd, opleiding en de eerste jaren van zijn overheidsambt. Het is wel zeker dat La Boétie nog heel jong was toen zijn vader overleed. Daarna werd hij opgevoed door zijn oom Estienne, die veel zorg besteedt aan de opvoeding van zijn neefje. Hij is voor hem een tweede vader, waarover Étienne later schrijft 'dat hij aan hem zijn benoeming dankt en alles wat hij is en kan zijn.'
Veel schrijvers beweren dat La Boétie het gymnasium bezocht aan het Collège de Guyenne in Bordeaux. De historicus van die instelling is onder de leerlingen echter de naam La Boétie nooit tegengekomen. Tegen het eind van zijn schooltijd ontwikkelde La Boétie een liefde voor de klassieke letteren, waar hij zich net als zijn veel van zijn tijdgenoten toe aangetrokken voelde. Voor zijn plezier schreef hij gedichten in het Frans, Latijn en Grieks. Hij maakte negenenvijftig liefdessonnetten en vertaalde later werken van Plutarchus, Virgilius en Ariosto.
Daarna schreef hij zich in voor de rechtenstudie aan de Université d'Orléans, in Orléans. Bij het begin van zijn universitaire studie schreef de toen nog pas achttienjarige student zijn eerste werk, dat later het belangrijkste van al zijn geschriften zou worden, het beroemde Discours de la Servitude Volontaire ou Contr’un, 'Vertoog over de slavernij of tegen Eén'.

## Montaigne

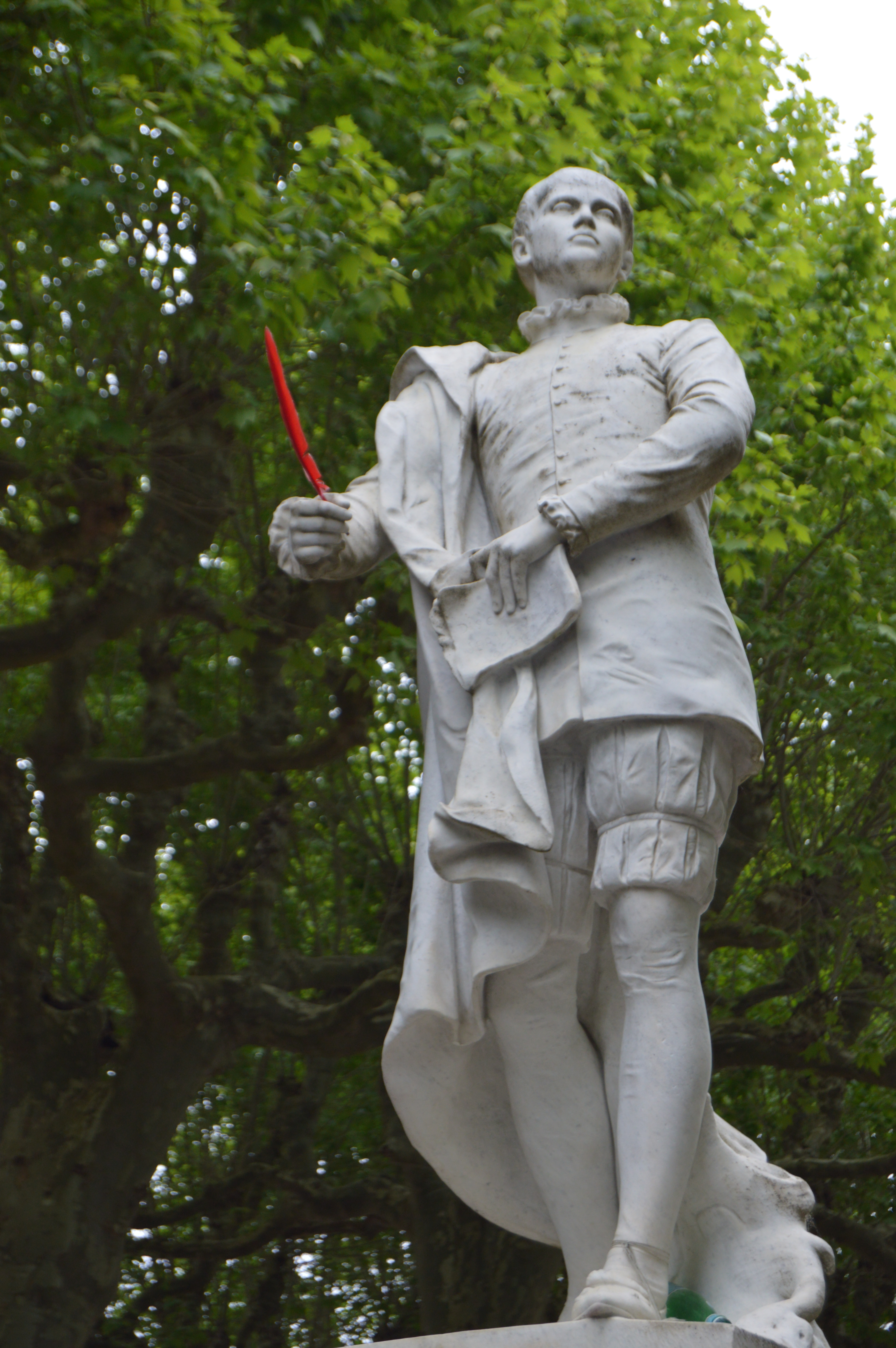
Standbeeld uit 1892 in zijn geboortestad Sarlat (place de la Grande-Rigaudie)

Dankzij de goede naam die La Boétie tijdens zijn studie had verworven werd hij in januari 1553, ruim twee jaar voor de wettelijk toegestane leeftijd van 25 jaar, toegelaten tot het parlement van Bordeaux, in de functie van raadgever. Op 13 december van datzelfde jaar maakte hij promotie tot raadsheer. Vanaf 1560 moest La Boétie op last van Michel de l'Hospital als bemiddelaar optreden bij verschillende onderhandelingen die tot doel hadden om vrede tot stand te brengen tussen de katholieken en protestanten, die in een godsdienstoorlog waren verwikkeld. Inmiddels was La Boétie gehuwd met Marguerite de Carle, die eerder getrouwd was geweest met Thomas, de overleden broer van Michel de Montaigne. Zij kwam uit een aanzienlijke familie en was moeder van twee kinderen.
Het Vertoog over de vrijwillige slavernij is een aanklacht tegen de tirannie, die verrast door zijn eruditie en diepgang, hoewel het is geschreven door een jongeman van nauwelijks 18 jaar. De filosoof Michel de Montaigne ging op zoek naar de schrijver en maakte kennis met hem. Uit de ontmoeting met La Boétie ontstond een vriendschap die zou duren tot het overlijden van de laatste.
Montaigne geeft op een fraaie manier blijk van hun vriendschap in "De l’Amitié", hoofdstuk 27 van boek 1 van zijn Essais. Nadat hij lang heeft uitgeweid over de vraag wat die vriendschap was die hem met La Boétie verbond, eindigt hij met de woorden: Overigens wat wij doorgaans vrienden en vriendschappen noemen, zijn slechts kennissen en vertrouwelijkheden, die toevallig of met opzet zijn aangegaan en door middel waarvan onze zielen zich met elkaar onderhouden. Maar in de vriendschap waarover ik spreek, vermengen zij zich en smelten samen tot een geheel, een zo’n omvattend geheel, dat zij uitgewist worden en er geen zweem overblijft van hetgeen waardoor zij aanvankelijk met elkaar werden verbonden. Als men bij mij aandringt te vertellen waarom ik van hem hield, kan ik alleen maar zeggen: omdat hij hij was en ik ik.

## Overlijden
Rond medio 1563 werd La Boétie opeens ernstig ziek: buikloop met hevige krampen. Het bleek dysenterie te zijn, die snel verergerde. Er heerste op dat moment in de Périgord pest en hongersnood. Montaigne veronderstelde dat zijn vriend besmet is geraakt.
Étienne de La Boétie probeerde terug te keren naar de Médoc, waar zijn vrouw een landgoed bezat, omdat hij hoopte dat de gezonde lucht van het platteland zijn genezing zou bevorderen, maar onderweg moest hij stoppen, omdat de pijnen heviger werden. Ter plaatse werd hij opgevangen door zijn collega uit het parlement van Bordeaux, Richard de Lestonnac, een zwager van Montaigne. Kort daarna overleed hij in Le Taillan-Médoc. Zich bewust van zijn ernstige toestand dicteerde Étienne de La Boétie nog zijn testament. Moedig en wijs streed hij zijn laatste strijd, tot het laatste moment. In een brief aan zijn vader beschreef Montaigne de bijzonderheden van de ziekte en het einde van zijn vriend. Hij beëindigde zijn brief met de woorden: 'op de 18e van de maand augustus 1563 heeft Étienne de La Boétie de geest gegeven. Hij was 32 jaar, 9 maanden en 17 dagen oud'.

## Vertoog over de vrijwillige slavernij

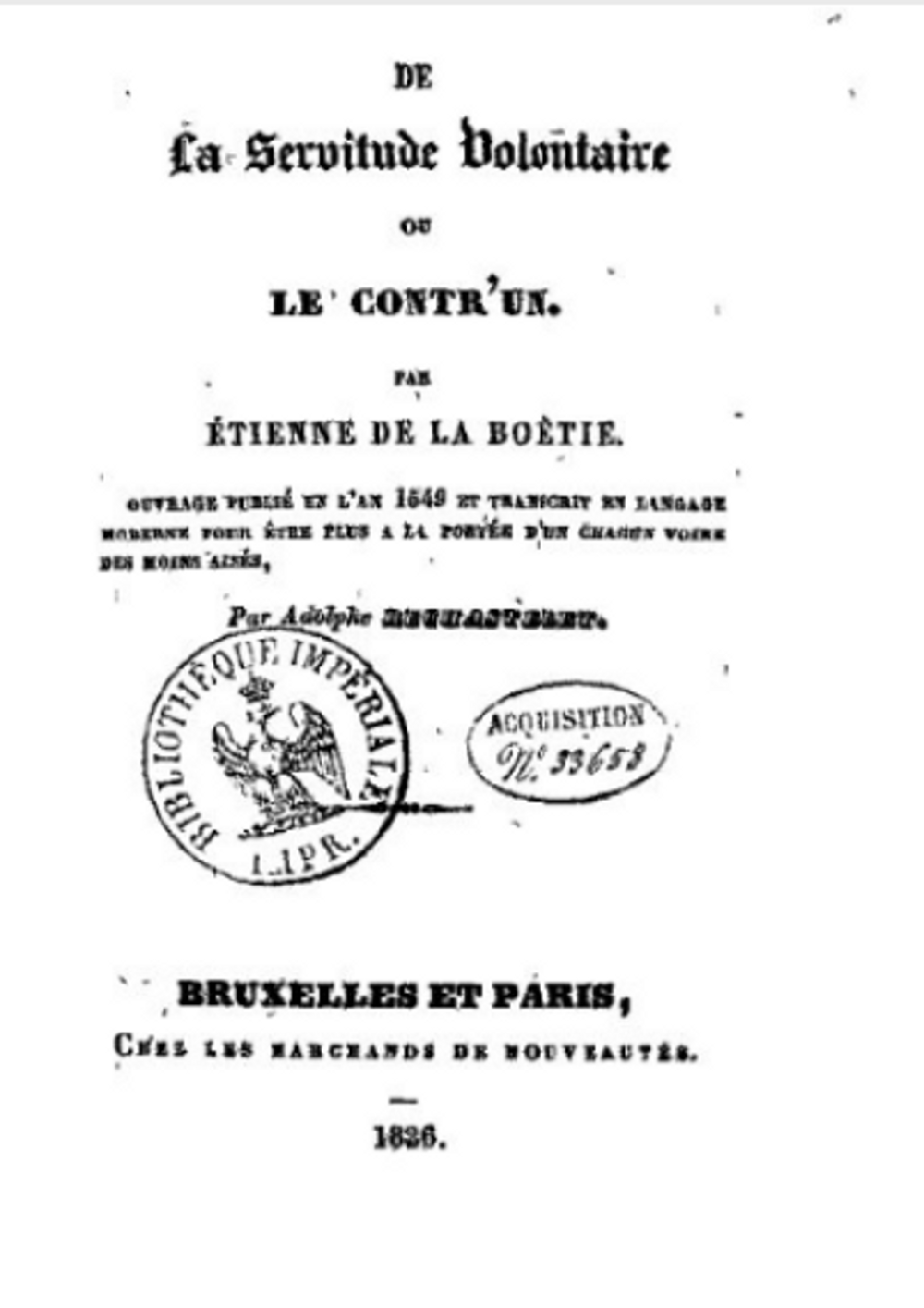
De la Servitude Volontaire ou Le contr'Un

Het Vertoog over de vrijwillige slavernij werpt de vraag op over de rechtmatigheid van elk gezag over een volk en probeert te ontleden waarom mensen zich aan een heerser onderwerpen. Zijn tekst wordt geïllustreerd door talrijke voorbeelden, ontleend aan de Oudheid, die destijds gebruikelijk waren en die hem in staat stellen om, onder het mom van belezenheid, de politieke situatie van zijn eigen tijd te bekritiseren. Zijn manuscript werd gepubliceerd in 1576.
Het Vertoog plaatst de rechtmatigheid van gezagdragers, die La Boétie 'meester' of 'tiran' noemt, in een ander daglicht. Hoe een tiran zich ook opwerkt tot heerser (verkiezingen, geweld of erfopvolging), het is nooit zijn goede bestuur dat zijn overheersing kan verklaren en ervoor zorgt dat hij die kan handhaven. Voor La Boétie blijken gezagsdragers zich altijd te onderscheiden door hun onbekwaamheid. Meer dan de angst voor straf, is het op de eerste plaats de gewoonte van het volk om onderdanig te zijn, die de voortdurende overheersing door een meerdere verklaart. Op de tweede plaats zijn het ideologie en bijgeloof, de middelen waarmee alleen onwetenden overheerst kunnen worden. Het 'geheim van elke overheersing' is dus: de overheersten medeplichtig maken aan hun eigen overheersing. Daarom werpt de tiran zijn hovelingen kruimels toe. Terwijl het volk gedwongen wordt om te gehoorzamen, hoeven de hovelingen dat niet te doen. Zij moeten alleen aan de verlangens van de tiran voldoen. Op die manier zijn zij nog onvrijer dan het volk en kiezen dus zelf voor hun slavernij. Zo ontstaat er een machtspiramide: de tiran overheerst vijf mensen, die dat op hun beurt met honderd andere doen, die vervolgens duizend mensen overheersen. Hoe minder de hovelingen zich met hart en ziel aan een tiran overleveren, hoe zwakker die piramide wordt. En zo raakt de tiran heel zijn verworven macht weer kwijt.
In deze zeer belangrijke politieke filosofische tekst, waar partijen van allerlei pluimage eeuwenlang gebruik van hebben gemaakt, stelt La Boétie het machtsevenwicht, dat onder bandieten ontstaat, omdat zij even sterk zijn en de basis vormt waarop zijn de buit van hun rooftochten verdelen, tegenover vriendschap, de enige voorwaarde voor een leven in vrijheid. Wat dat betreft leeft de tiran altijd in angst: omdat hij geen gelijken heeft, is iedereen bang voor hem en daarom loopt hij altijd de kans om vermoord te worden. Elias Canetti schetst een soortgelijk beeld van de 'paranoïde alleenheerser' in zijn hoofdwerk, Massa en macht (1960).

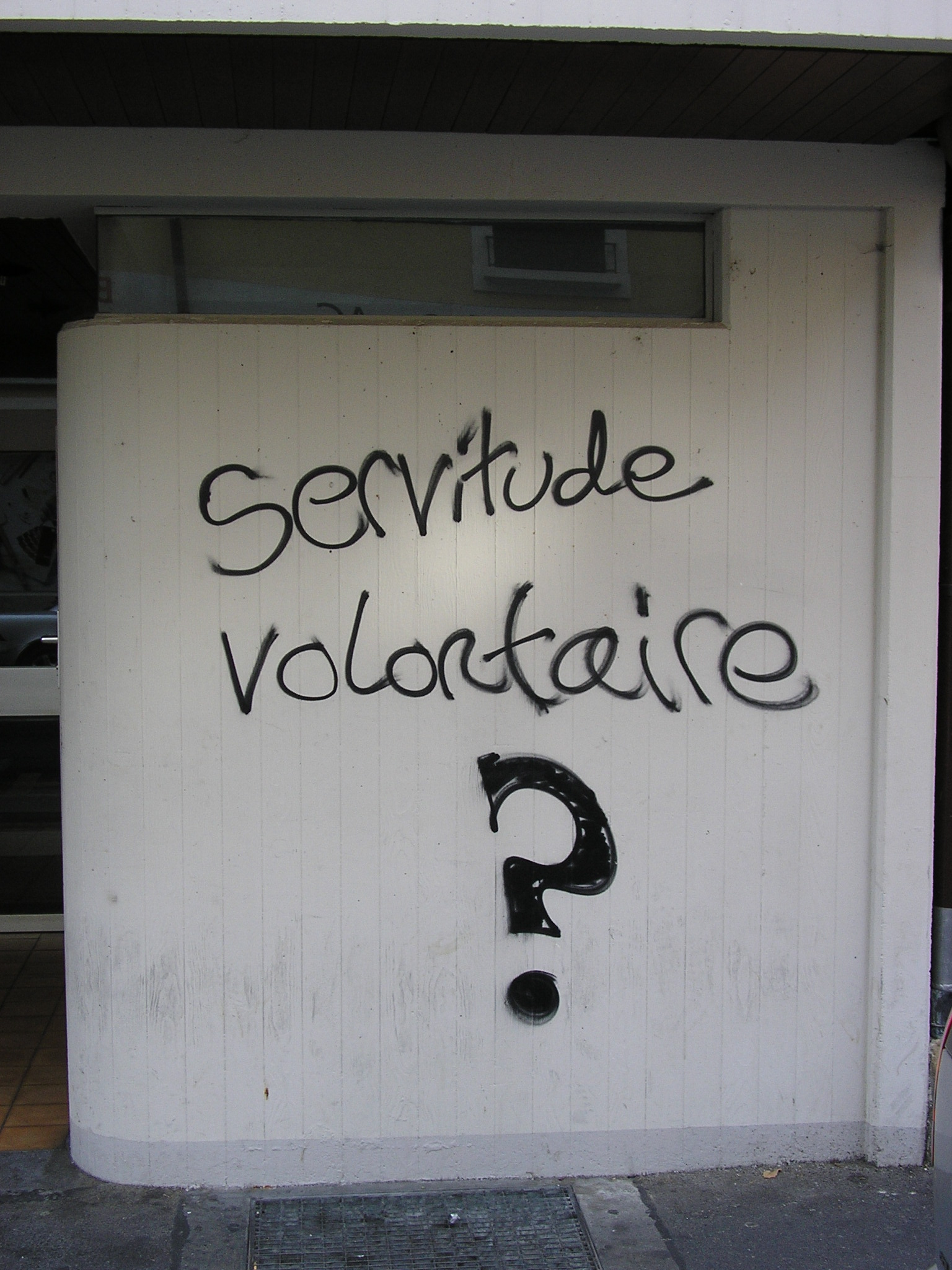
Graffiti in Genève, 2007

Ondanks het feit dat La Boétie door zijn functies altijd een trouwe dienaar van de openbare orde is geweest, wordt hij toch door veel mensen beschouwd als een intellectuele voorloper van het anarchisme en de burgerlijke ongehoorzaamheid.

### Achtergrond
Om de intenties te begrijpen die ertoe hebben geleid dat Étienne de La Boétie 'Het vertoog over de slavernij of tegen Eén' heeft geschreven, moet worden gewezen op een drama dat rond 1548 plaatsvond. In 1539 probeerde de Franse koning Frans I de zoutbelasting te hervormen. Hij wilde belasting opleggen voor de bouw van zoutopslagplaatsen vlak bij de Spaanse grens. Als reactie op die poging braken opstanden uit. De eerste vond plaats in 1542 en daarna volgde de grootste in 1548 in Bordeaux. Opperbevelhebber Anne van Montmorency herstelde de orde op een meedogenloze manier. Volgens een verklaring van de schrijver Jacques-Auguste de Thou was La Boétie zo onder de indruk van de verschrikkingen en wreedheden die in Bordeaux werden bedreven, dat hij daarom het 'Vertoog over de slavernij' schreef.
Veel mensen denken dat slavernij wordt afgedwongen, maar die is geheel vrijwillig. Dat wil La Boétie in ieder geval in zijn 'Vertoog' laten zien. In feite raakt de vraag die wordt opgeworpen juist de kern van de politiek: 'waarom moeten wij gehoorzamen?' Doorgaans accepteert men het bestaan van een absolute macht als iets dat erbij hoort en vergeet om zich af te vragen waarom met daar aan zou moeten gehoorzamen. Iemand kan niet een volk onderwerpen, als dat volk zich niet eerst aan hem heeft onderworpen.
Hoewel geweld haar kenmerkende middel is, is dat niet voldoende om een staat te stichten. Het komt juist door de rechtmatigheid die de maatschappij haar toekent, dat er misdrijven worden gepleegd. De mens hoeft alleen maar niet meer onderdanig te willen zijn om vrijheid te verwerven. 'Wees vastberaden in het niet langer dienen, en jullie zijn vrij!' Wat dat betreft probeert La Boétie te begrijpen waarom de mens het verlangen heeft verloren om zijn vrijheid te herwinnen. Het 'Vertoog' is bedoeld om die onderwerping te verklaren.

### Servitude
Over de vertaling van 'servitude': in de Nederlandse vertalingen van het Discours wordt servitude vertaald met 'slavernij', terwijl de eerste betekenis in alle Frans-Nederlandse woordenboeken 'dienstbaarheid' luidt. Het Franse woord voor slavernij is 'esclavage' wat ook etymologisch overeenkomt met ons woord slavernij. Ook La Boétie gebruikt het woord vaak in een bredere betekenis. De kern van 'servitude' is dat mensen eerst gezag of macht aan iemand toekennen en zich daar vervolgens aan onderwerpen, dus onderdanig zijn. In wezen geldt dat voor alle verhoudingen tussen meerderen en minderen, in gezinnen, in religies, op scholen, kantoren, bedrijven, leger en politiek, overal waar de een de ander vertelt wat hij moet doen. Overal mensen die macht uitoefenen over andere mensen, die daar onderdanig aan zijn. Ongelijkheid wordt in stand gehouden door macht. Het probleem met het vertalen van servitude door slavernij, is dat de huidige machthebbers, ouders, bazen, clerus, politici, directeuren en de huidige slaven, kinderen, werknemers, gelovigen en burgers, niet zullen beseffen dat 'Het Vertoog over de slavernij' ook over hen gaat. Dat zou aan het Vertoog elke actualiteit ontnemen, terwijl die onmiskenbaar is. Daarom is de vertaling van 'servitude' door slavernij verwarrend en verhullend en lijkt 'dienstbaarheid' of ‘onderdanigheid‘zinniger.

### Tirannen
La Boétie begint met het onderscheiden van drie soorten tirannen: 'de eerste regeren doordat ze door het volk zijn gekozen, de tweede door wapengeweld, de laatste door erfopvolging'. De eerste twee gedragen zich alsof zij zich in een veroverd land bevinden. Mensen die als koning worden geboren, zijn over het algemeen geen haar beter, omdat zij opgegroeid zijn aan de boezem van de tirannie. Het is de laatste soort waar La Boétie de meeste belangstelling voor heeft. Hoe komt het dat het volk blindelings een tiran blijft gehoorzamen? Dat komt doordat de mensen onder dwang hun vrijheid zijn kwijtgeraakt, maar het is even verbijsterend dat zij er niet voor vechten om die vrijheid te herwinnen.
De belangrijkste reden waarom mensen vrijwillig onderdanig zijn, is omdat zij nooit vrijheid hebben gekend en 'gewend zijn aan onderworpen zijn'. La Boétie verwoordt dat in zijn 'Vertoog' als volgt: 'Mensen die onder het juk zijn geboren, die in slavernij zijn gevoed en opgegroeid en niet vooruit kijken, stellen zich tevreden met te leven, zoals zij nu eenmaal zijn geboren en denken dat zij geen andere vermogens en rechten hebben, dan zij bij hun geboorte hebben aangetroffen; zij beschouwen de toestand waarin zij zijn geboren als hun echte natuur'.
De tweede reden is dat mensen onder tirannen 'laf en slap' worden. Onderworpen mensen missen vuur en strijdlust om het gevecht aan te gaan. Zij vechten niet meer voor een zaak, maar omdat ze moeten. Dat verlangen om te winnen is hun ontnomen. Tirannen proberen die lafheid te stimuleren en de mensen dom te houden met 'brood en spelen'. Deze alleenheersers gaan zelfs zover dat ze beweren dat ze bepaalde ziekten kunnen genezen: Hugo Capet, de eerste koning van Frankrijk, beweerde dat hij mensen van de klierkoorts (tuberculose) kon genezen.
De laatste reden is zonder twijfel de belangrijkste, want daardoor wordt ons de bron en het geheim van de overheersing onthuld, 'de pijlers en het fundament van elke tirannie'. De tiran wordt gesteund door een aantal getrouwen, die het hele land onder de duim houden. Die mensen worden aangesteld door de tiran om 'de handlangers van zijn wreedheden te zijn' of hebben zich gewoon aan de tiran opgedrongen om hem te manipuleren. Die getrouwen hebben op hun beurt weer anderen onder zich die hun gehoorzamen. Van die laatsten zijn dan ook weer andere mensen afhankelijk, die door hen een hoge positie hebben verkregen. Aan hen is het bestuur over de provincies toegekend of 'het beheer over de penningen'. Die penningen worden hen geschonken 'zodat zij hen, door middel van hun hebzucht of hun wreedheid, in hun macht houden en zodat zij dat in de praktijk brengen en verder zoveel kwaad aanrichten, dat zij zich alleen in de schaduw van hun meerderen kunnen handhaven en alleen maar dankzij hun bescherming boven wet en strafvervolging staan'.
De hele wereld is één enorme tirannie. De mensen die onder in de piramide zitten, de boeren en arbeiders, zijn in zekere zin 'vrij': zij voeren opdrachten van hun meerderen uit en doen de rest van hun tijd dingen die ze plezierig vinden. Maar 'is de nabijheid zoeken van een tiran soms iets anders dan zich van de vrijheid verwijderen en bij wijze van spreken, met twee handen de slavernij naar zich toehalen en omarmen?' Met andere woorden, mensen die zich onder aan de ladder bevinden, zijn gelukkiger en in zekere zin 'vrijer', dan degenen die hen behandelen als 'dwangarbeiders of slaven'. 'Is dat nu een gelukkig leven? Is dat eigenlijk wel leven?', vraagt La Boétie zich af. Die gunstelingen hoeven maar te denken aan de mensen die, in de buurt van de tirannen, veel verworven hebben, want mensen die 'op zeker moment met bezittingen zijn overladen, hebben kort daarop dat bezit en hun leven verloren'.
Het is trouwens onmogelijk om vriendschap met een tiran te sluiten, want zo iemand staat en zal altijd onder hem blijven staan. 'Wat voor vriendschap kan men inderdaad verwachten van iemand, wiens hart zo is verhard dat hij een heel koninkrijk, dat hem alleen maar gehoorzaamt, toch haat en van iemand die, omdat hij niet weet lief te hebben, zichzelf verarmt en zijn eigen rijk vernietigt?' Tot besluit van zijn Vertoog neemt La Boétie zijn toevlucht tot een smeekbede. Hij bidt tot een 'goede en gulle God, dat hij daarboven, voor de tirannen en hun medeplichtigen, met opzet een heel bijzondere straf in petto heeft'.

### Citaten
- 'Er zijn drie soorten tirannen: de eerste regeren doordat ze door het volk zijn gekozen, de tweede door wapengeweld, de laatste door erfopvolging' (Discours de la servitude volontaire)
- 'Wees vastberaden in het niet langer onderdanig zijn en jullie zullen vrij zijn'. (Discours de la servitude volontaire)
- 'Zij zijn alleen maar groot omdat wij knielen'.
- 'Om te zorgen dat mensen, voor zover het nog mensen zijn, zich laten onderwerpen, zijn er twee mogelijkheden: óf ze worden gedwongen, óf ze worden bedrogen'. (Discours de la servitude volontaire)
- 'Het lijdt geen twijfel dat de natuur ons leidt waarheen zij wil, ten goede of ten kwade, maar we moeten toegeven dat zij minder macht over ons heeft dan onze gewoonten'.
- 'Als de mens zich eraan went dat alles natuurlijk voor hem is, blijft er in zijn natuur alleen maar over dat hij eenvoudige en hem eigen dingen kiest'.
- 'De belangrijkste reden van de vrijwillige slavernij, is de gewoonte'.
- 'Als ik denk aan die mensen, die de hielen van de tiran likken om munt te slaan uit zijn tirannie en de slavernij van het volk, ben ik vaak evenzeer verbijsterd over hun kwaadaardigheid, als dat ik medelijden heb met hun dwaasheid'. (Discours de la servitude volontaire)
- 'De katholieke kerk is wonderbaarlijk bedorven door ontelbare mistoestanden'.
- 'Wij zijn niet alleen geboren in bezit van onze vrijheid, maar ook met de neiging om die te verdedigen'.

## Werken
- Œuvres complètes, Éditions William Blake & Co., 1991. ISBN 2-905810-60-2
  - Raoul de Cambrai (1580)
  - Mémoire touchant l'Édit de janvier 1562
- Discours de la servitude volontaire, Paris. Mille et une nuits, 1997. ISBN 2-910233-94-4

### Nederlands
- Vertoog over de Vrijwillige Slavernij (pdf)
- De vrijwillige slavernij, vertaald door Hillegonda de Ligt, met een voorwoord door Bart de Ligt, uitgegeven bij Servire (Bevrijding Reeks No. 2), De Haag, 1933
- De vrijwillige slavernij, vertaald door Ewald Vanvugt, met een voorwoord door Anton Constandse. Uitgeverij In de Knipscheer, 1980, ISBN 90 6265 070 8
- Henk bij de Weg, Over Étienne de La Boétie
- Vertoog over de vrijwillige slavernij. Inleiding door dr. Jos Verhulst en nawoord van dr. Frank van Dun. Gratis te downloaden bij Lulu
- Dr. Frank van Dun over Étienne de La Boétie, De politieke filosofie van de rede, pdf
- Anne Meskens, over Montaigne en La Boétie
- Dick Gevers. Vertaling van De vrijwillige slavernij, in de brochurereeks Anarchistische Teksten

### Engels
- Roland Bleiker Popular Dissent, Human Agency and Global Politics
- The Politics of Obedience: The Discourse of Voluntary Servitude, De Ludwig von Mises Institute, Online Editie (PDF).
- Discours de la servitude volontaire, vertaald en met een introductie over zijn ontvangst.
- (PDF, LaTeX format).

### Frans
- Texte intégral en français modernisé du Discours de la servitude volontaire
- Audiolivre du Discours de la servitude volontaire
- Les oeuvres complètes, édition de Paul Bonnefon
- Poëzie

- Bibsys: 90888611
- Biblioteca Nacional de Chile: 000096122
- Biblioteca Nacional de España: XX1117318
- Bibliothèque nationale de France: cb119102416 (data)
- Catàleg d'autoritats de noms i títols de Catalunya: 981058520209606706
- CiNii: DA02091980
- Gemeinsame Normdatei: 118568477
- International Standard Name Identifier: 0000 0001 2118 4839
- Library of Congress Control Number: n50061637
- Bibliotheek van het Japanse parlement: 001159064
- Nationale Bibliotheek van Tsjechië: skuk0000741
- Nationale bibliotheek van Australië: 35389348
- Nationale Bibliotheek van Israël: 987007264043405171
- Nationale Bibliotheek van Polen: a0000002703173
- Nationale en Universitaire bibliotheek Zagreb: 000314459
- Nederlandse Thesaurus van Auteursnamen: 068976852
- Réseau des bibliothèques de Suisse occidentale: 02-A003485390
- Istituto Centrale per il Catalogo Unico: CFIV078003
- LIBRIS: 69437
- Système universitaire de documentation: 026955776
- Trove: 935400
- Virtual International Authority File: 4931874
- WorldCat: E39PBJhd9gqBHR9TJPTFQVFBT3